# Parargyrotome
Parargyrotome là một chi bướm đêm thuộc họ Geometridae.